# 間纖柱魚
間纖柱魚（学名：Stemonosudis intermedia）為輻鰭魚綱仙女魚目帆蜥魚亞目魣蜥魚科的一種，分布於大西洋美國至巴西熱帶及亞熱帶海域，深度約50-1000公尺，體長可達15.2公分，棲息在中層水域，生活習性不明。
其种加词“intermedia”意为“中间的”。